# Kreisgrabenanlage Kleedorf
Die Kreisgrabenanlage Kleedorf ist eine in der mittleren Jungsteinzeit errichtete Kreisgrabenanlage bei Kleedorf, einer Katastralgemeinde im Süden der Stadtgemeinde Hollabrunn in Niederösterreich. In 300 m Entfernung befindet sich die Kreisgrabenanlage Puch.

## Anlage
Die Anlage liegt auf dem als Scheibenfeld bezeichneten Gebiet an den Ausläufern der Kalten Stube. Die Anlage besteht aus einem einfachen Kreisgraben mit einem nur in Teilen parallel laufenden Graben – einem Palisadengraben mit 80 m Durchmesser. Die Palisade mit ca. 250 m Länge umschließt eine Fläche von ca. 5000 m², die gesamte Fläche der Anlage ca. 9000 m². Die perfekte Kreisform konnte durch die damaligen Erbauer nicht erreicht werden. Die Anlage wurde, wie die insgesamt elf Grabsegmente belegen, nie fertiggestellt.

## Forschungsgeschichte
Es wird angenommen, dass die Anlage jünger als die Kreisgrabenanlage Puch ist. Sie gibt aufgrund der Unvollständigkeit darüber Aufschluss, wie Kreisgrabenanlagen errichtet wurden. Nach Errichtung der blickdichten Palisade aus 3–4 m langen Baumstämmen um einen Zentralraum wurden die parallel laufenden Gräben in einzelnen Segmenten hergestellt.

## Heutiges Erscheinungsbild
Erdabtragungen, die im Zuge von Kommassierungen in den 1970er Jahren durchgeführt wurden, haben zu einer teilweisen Zerstörung des ursprünglichen Geländes geführt. Auch der Einsatz von modernen Maschinen in der Landwirtschaft hat seit den 1960er Jahren eine Veränderung des Geländes bewirkt.